# 楊思勗
楊 思勗（よう しきょく、? - 開元28年（740年））は、中国唐代の宦官。唐の中宗・睿宗・玄宗に仕え、主に軍事面において功績をあげた。

## 略歴
羅州石城県の出身。もとの姓は蘇であったが、楊氏という宦官の養子となり、去勢を行い、内侍省に勤めた。力が強く、残忍で殺人を好んだと伝えられる。
神龍3年（707年）、中宗の太子である李重俊が、武三思・上官婉児の討伐を名目に挙兵し、中宗に迫った時、宮闈令であった楊思勗が、李重俊軍の先鋒総官の野呼利を斬り殺した。そのためもあって、李重俊の挙兵は失敗に終わった。楊思勗は銀青光禄大夫・内常侍に昇進している。
景龍4年（710年）、李隆基（後の玄宗）に従い、韋皇后の討伐に加わって功績を立て、右監門衛将軍に任じられた。
開元10年（722年）、安南の首領である梅叔鸞（梅玄成）が反乱を起こし、32州を制し、衆40万を号して「黒帝」と称した。梅叔鸞は、林邑国・真臘国と通謀して、安南府を陥落させた。そのため、楊思勗が討伐を命じられた。楊思勗は嶺南に着くと、兵馬十数万人を募り、安南大都護の光楚客とともに、かつて馬援が使った道を進軍し、梅叔鸞の不意を突いた。梅叔鸞は捕らえられて陣中で斬られ、その党類は全て処刑された。死体を積み上げ、京観とした後、帰還する。
開元12年（724年）、五渓の首領である覃行璋が反乱を起こした。楊思勗は討伐の任にあたり、覃行璋を捕らえ、その党類3万人を殺した。軍功により輔国大将軍に昇進した。さらに、玄宗の封禅の時に従い、驃騎大将軍になる。
開元14年（726年）、邕州の首領である梁大海が数州とともに反乱を起こした。楊思勗がまた、討伐し、梁大海ら3千人余を捕らえ、2万人余を殺し、死体を積み上げ、また京観とした。
開元16年（728年）、瀧州の首領である陳行範・何遊魯・馮璘らが反乱を起こし、四十余城を落とした。陳行範は帝を称し、何遊魯は定国大将軍を名乗り、馮璘は南越王を称し、嶺南地方を割拠した。楊思勗は十万の兵を率いて侵攻して破り、何遊魯と馮璘を殺した。陳行範は深州に逃げかくれ、洞にいた部族に投じたが、楊思勗に攻められ捕らえられた。6万人を殺し、奪った財は莫大なものであった。
楊思勗は剛毅で決断力があった。また、多く捕虜の顔や頭の皮を生きたまま剥ぎ、人に見せたため、配下の将士は彼を恐れ、仰ぎ見るものもなかった。これが、戦功を立てた要因と伝えられる。
開元27年（739年）、内給事の牛仙童が張守珪から賄賂を受け取っていたことが判明した。玄宗は、楊思勗にその殺害を命じた。楊思勗は彼を数日縛りつけた上で、その心臓を取り出し、手足を断ちきり、肉を切り裂いて食したと伝えられる。
開元28年（740年）、死去した。80余歳であった。

## 伝記資料
- 『旧唐書』巻百八十四 列伝第百三十四宦官「楊思勗伝」
- 『新唐書』巻二百七 列伝第百三十二 宦者上「楊思勗伝」
- 『資治通鑑』